# 松山東雲女子大学
松山東雲女子大学（まつやましののめじょしだいがく、英語: Matsuyama Shinonome College）は、愛媛県松山市桑原三丁目2番1号に本部を置く日本の私立大学。1886年創立、1992年大学設置。大学の略称は松山東雲、女子大、「しのだい」など。

## 概観

### 大学全体
学校法人松山東雲学園により設置された。松山東雲学園は松山女学校を母体としており、初代校長を務めた二宮邦次郎を創立者としている。大学名の「東雲」は、松山東雲高等女学校の設置された地の地名「東雲」と『詩篇』第57篇の一節に基づく。

## 沿革

### 年表
- 1886年 - 松山第一基督教会の二宮邦次郎牧師により松山女学校が創立[3]。
- 1906年 - 米国伝道教会に経営が移管され[3]、コーネリア・ジャジソンが第2代校長に就任[4]。
- 1932年 - 松山東雲高等女学校と改称。
- 1947年 - 松山東雲中学校が設置される。
- 1949年 - 松山東雲高等学校が設置される。
- 1952年 - 専攻科が設置される。
- 1957年 - 栄養学院併設。
- 1964年 - 栄養学院を改組し、松山東雲短期大学が開学。
- 1992年 - 松山東雲女子大学が開学。
- 2007年 - 従来の3学科から、心理子ども学科（心理専攻・子ども福祉専攻）と国際文化学科の2学科に改組。

## 基礎データ

### 所在地
- 桑原キャンパス（愛媛県松山市桑原三丁目2番1号）

### 象徴
学章は、クローバーとマツの葉が図案化されたものである。クローバーのそれぞれの葉が信仰、希望、愛を表しており、マツの葉は大学名の「松山」に因んでいる。

## 教育および研究

### 組織

#### 学部
- 人文科学部
  - 心理子ども学科
    - 心理福祉専攻
    - 子ども専攻
    - 地域イノベーション専攻

#### 過去にあった学部学科
- 国際文化学科（2011年をもって募集停止）

#### 大学院
大学院は設置されていない。

#### 附属機関
- 図書館
- 国際交流センター
- ボランティアセンター
- キャリアサポートセンター
- エクステンションセンター

## 学内奨学金
給付型
- 予約奨学生
- 二宮邦次郎賞
- ジレット賞

## 対外関係

### 地方自治体との協定
- 愛南町（連携包括協定） - 2019年10月8日締結。
- 愛媛県（包括連携協定） - 2013年9月18日締結。
- 松山市（連携に関する協定） -　2016年2月16日締結。

### 他の大学との協定
国内・学術交流等協定校
- 放送大学[6]

国際・学術交流等協定校
- アメリカ合衆国
- スティーブンス大学 (ミズーリ州)（アメリカ・ミズーリ州）
- シダークレスト大学（アメリカ・ペンシルベニア州）
- ピッツァー大学（アメリカ・カリフォルニア州）
- 韓国
- 京畿大学校（韓国・京畿道）
- 中国
- 南京大学（中国・江蘇省・南京市）
- 江南大学（中国・江蘇省・無錫市）
- 西安外国語大学（中国・陝西省・西安市）
- マレーシア
- マラ工科大学（マレーシア・セランゴール州）
- オーストラリア
- ウェスタンシドニー大学（オーストラリア・ニューサウスウェールズ州）
- ロイヤルメルボルン工科大学 (オーストラリア・ビクトリア州)
- ニュージーランド
- クライストチャーチ大学 (ニュージーランド)・クライストチャーチ市)
- (トルコ)
- チャナッカレ・オンセキズ・マルト大学（チャナッカレ大学）（トルコ・チャナッカレ県）

### 他の団体･機関との協定
- 伊予銀行（連携協力協定） - 2016年6月24日締結。
- 愛媛銀行（連携協力協定） - 2012年11月21日締結。
- 愛媛経済同友会（連携包括協定） - 2020年8月7日締結。
- 一般社団法人愛媛県法人会連合会（連携包括協定） - 2020年7月29日締結。
- 桑原地区まちづくり協議会（災害用備蓄物資及び物資収納スペースの管理に関する協定） - 2020年2月26日締結。

## 同窓会
「松山東雲学園同窓会」と称し、松山東雲短期大学、松山東雲高等学校など松山東雲学園が設置した学校と合同で運営している。松山東雲学園同窓会の事務所は、桑原キャンパスではなく松山東雲高等学校の敷地内に置かれている。

## 出身者
- 友近 - お笑い芸人

## 施設

### キャンパス
- 交通アクセス：伊予鉄バス10番線短大前停留所下車

松山東雲女子大学だけでなく、同じ敷地内に松山東雲短期大学、松山東雲短期大学附属幼稚園が設置されている。

## 公式サイト
- 松山東雲女子大学
- 松山東雲女子大学入試課 (@shinonomenyushi) - X（旧Twitter）

座標: 北緯33度49分56.5秒 東経132度47分46.8秒 / 北緯33.832361度 東経132.796333度